# Jannica Koff
Jannica Eva Koff, född 21 juli 1982, är en svensk programledare. Hon ledde TV4:s direktsända spelprogram Nattöppet som sänds två gånger per natt på vardagar, och var därefter en av programledarna för Momento på TV3 och TV6 tillsammans med bland andra Linda Kjellén.